# Carme Junyent
Carme Junyent Figueras (Masquefa, Anoia, 4 de febrero de 1955-3 de septiembre de 2023) fue una lingüista española.Carme Junyent fue un ídolo para la gente de toda Catalunya. Fue profesora de lingüística en la Facultad de Filología de la Universitat de Barcelona, también estudió en la universidad de California. Desarrolló su investigación en el ámbito de las lenguas amenazadas, la antropología lingüística y las lenguas de la inmigración en Cataluña. Fue directora del Grupo de Estudio de Lenguas Amenazadas (GELA) y autora de una amplia obra sobre la situación de las lenguas del mundo y la diversidad lingüística.

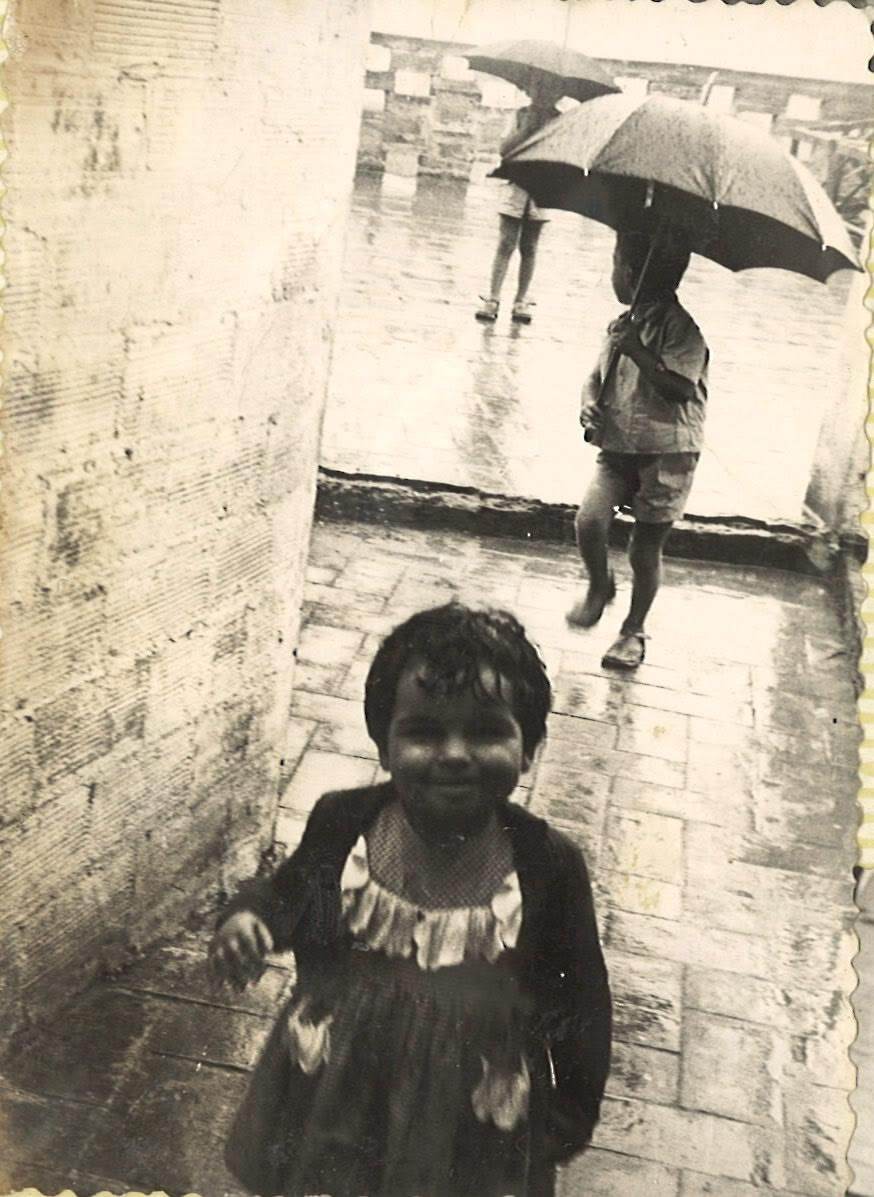
Carme Junyent de pequeña.

## Carrera profesional
Estudió filología en la Universidad de Barcelona. Completó su formación en Alemania, en las universidades de Marburgo y Colonia y, posteriormente, en los Estados Unidos, en la Universidad de California. Se doctoró en la Universidad de Barcelona con la tesis La Clasificación de las lenguas de África: el bantú y una hipótesis (más) sobre su expansión.
En 1992 participó en la fundación del Grupo de Estudio de Lenguas Amenazadas para el conocimiento y estudio de la diversidad lingüística. Formó parte del comité de expertos que se consultaron para redactar la Declaración Universal de los Derechos Lingüísticos (1996) y fue miembro del Comité Científico Internacional de Linguamón - Casa de las Lenguas . Fundó, junto a otros colaboradores, la Revista de Igualada, de la que fue miembro del consejo de redacción desde 1999.
Dirigió el proyecto del inventario de lenguas que se hablan en Cataluña, que actualmente ya supera las 300. Ha sido comisaria de las exposiciones "Las lenguas en Cataluña"  y "Las lenguas de los catalanes" para difundir el trabajo del inventario. También participó en diferentes debates, como la gestión de las lenguas en una posible Cataluña independiente: en este ámbito, Junyent defiende que no debería haber lenguas oficiales puesto que, según ella, las lenguas oficiales no necesitan la oficialidad y a las lenguas subordinadas no les sirve de nada.
En 2010 organizó la jornada Visibilizar o marcar: repensar el género en la lengua catalana, cuyas actas se publicaron en 2013. A partir de esta jornada, se consensuó un documento cuyo punto clave es el reconocimiento del género no marcado o masculino como inclusivo del marcado o femenino, y garantiza, por tanto, que ningún organismo puede obligar a escribir documentos con formas desdobladas (niños y niñas, catalanes y catalanas, etc.). Posteriormente, publicó algunos artículos divulgativos sobre esta misma cuestión. Trabajó como profesora de lingüística general en la Facultad de Filología y Comunicación de la Universidad de Barcelona .
En 2019 fue galardonada con la Creu de Sant Jordi "por su larga trayectoria en el estudio y la defensa de la diversidad lingüística en Cataluña y en el mundo".

## Premios y reconocimientos
- Premio Sant Jordi de Masquefa.[14]
- 2007, Premio al Compromiso Cultural de Òmnium Noya.
- 2015, Premio Joan Coromines de la Coordinadora de Asociaciones por la Lengua Catalana.
- Miembro del consejo asesor de Linguapax.
- Miembro de Honor de la Cátedra UNESCO del Patrimonio Lingüístico Mundial [cita requerida]
- 2016, Premio del ADAC al mejor artículo sobre normalización lingüística.
- Socia de honor de la Coordinadora de Asociaciones por la Lengua Catalana (CAL).
- 2019, Premio Creu de Sant Jordi.[15]
- 2019,  Masquefa.

## Obras
- 1986, Les llengües d'Àfrica. Barcelona: Empúries.
- 1989, Les llengües del món. Barcelona: Empúries.
- 1992, Vida i mort de les llengües. Barcelona: Empúries.
- 1993, Las lenguas del mundo. Una introducción. Barcelona: Octaedro.
- 1996, Estudis africans. Barcelona: Empúries.
- 1998, Contra la planificació. Una proposta ecolingüística. Barcelona: Empúries.
- 1998, La expansión bantú. Cuadernos Monográficos. Madrid: Asociación Española de Africanistas.
- 1999, La diversidad lingüística. Guía didáctica y recorrido por las lenguas del mundo. Barcelona: Octaedro.
- 2000, Quadern E.S.O. de La diversitat lingüística. Barcelona: Octaedro.
- 2000, Guía didàctica del Quadern E.S.O. de La diversitat lingüística. Barcelona: Octaedro.
- 2000 Lingüística històrica. Text-guia. Barcelona: Publicacions de la Universitat de Barcelona.
- 2000, Antropologia lingüística. Text-guia. Barcelona: Publicacions de la Universitat de Barcelon.
- 2002, La Gimcana de les Llengües. Barcelona: Octaedro.
- 2016, Escoles a la frontera. Vic: Eumo.
- 2002,  M. C. Junyent; V. Unamuno (ed.) El català: Mirades al futur. Barcelona: EUB-Octaedro, ISBN 84-8312-039-9.
- 2005,  M. C. Junyent (ed.). Les llengües a Catalunya. Barcelona: Octaedro.
- 2005,  M. C. Junyent; F. Marti; P. Ortega; A. Barrena; I. Idiazabal; P. Juaristi; B. Uranga; E. Amorrortu (ed.). Words and Worlds: World Languages Review. Clevedon: Multilingual Matters.
- 2009,  M. C. Junyent; M. Barrieras, M; P. Comellas; M. Fidalgo; V. Unamuno. La diversitat lingüística a l’aula: Construir centres educatius plurilingües. Barcelona: Fundació Jaume Bofill.
- 2009,  M. C. Junyent (ed.). Llengua i acollida. Barcelona: Horsori.
- 2009,  M. C. Junyent (ed.). Transferències: La manifestació dels processos extralingüístics en les llengües del món = Transferences: The expression of extra-linguistic processes in the world's languages. Vic: EUMO.
- 2010, M. C. Junyent; C. Muncunill, C. El libro de las lenguas, Barcelona: Octaedro.
- 2012, M. C. Junyent. El rol de les llengües dels alumnes a l'escola. Barcelona: Horsori.
- 2013, M. C. Junyent (ed.). Visibilitzar o marcar: Repensar el gènere en la llengua catalana. Barcelona: Empúries.
- 2014, M. C. Junyent; P. Comellas; M. Cortès-Colomé; M. Barrieras; E. Monrós; M. Fidalgo. Què hem de fer amb les llengües dels alumnes a l'escola?: un estudi de representacions lingüístiques a l'Anoia. Barcelona: Horsori.
- 2014, M. C. Junyent; P. Comellas; M. Cortès-Colomé; M. Barrieras; E. Monrós; M. Fidalgo. La diversidad lingüistica: una invitación a reconocerla, comprenderla e incorporarla. Barcelona: Horsori.